# Candy Dubois
Candy Dubois, también conocida como Candy Santiago y cuyo nombre real era Candelaria Manso Seguel (Santiago, 24 de agosto de 1942–21 de mayo de 1995), fue una bailarina chilena. Se presentó con el grupo de transformismo Blue Ballet y trabajó con el coreógrafo Paco Mairena.

## Biografía
Candelaria Manso Seguel nació en Santiago de Chile el 24 de agosto de 1942. Más tarde se crio junto a sus abuelos paternos en Cartagena, hasta que huyó de casa a los 10 años.
Finalmente comenzó a trabajar como bailarina y más adelante el coreógrafo Paco Mairena descubrió su talento. Mairena la convenció de mudarse a Santiago, donde se unió a Blue Ballet, un grupo de artistas inconformes con su género. Dubois se presentó junto al grupo Blue Ballet por casi veinte años, en actuaciones en Chile y Europa. En Europa, su nombre artístico era Candy Santiago. También se presentó en el teatro Bim Bam Bum, en Santiago. Mientras estaba en Europa, Candy se sometió a una cirugía de reasignación de sexo. Más tarde contrajo matrimonio con el francés Claude Dubois, tomando su apellido. Luego de terminar su gira por Europa, Candy volvió a Chile en 1984 y abrió junto a su esposo un restaurante en el barrio Brasil llamado «Le Trianon», que incluía espectáculos los fines de semana.
En 1994 se le diagnosticó cáncer linfático. Su última presentación en público fue el 10 de febrero de 1995, en el Festival de la Canción de Viña del Mar durante el show del grupo La Ley. Dubois murió el 21 de mayo de 1995.